# Canal Rideau

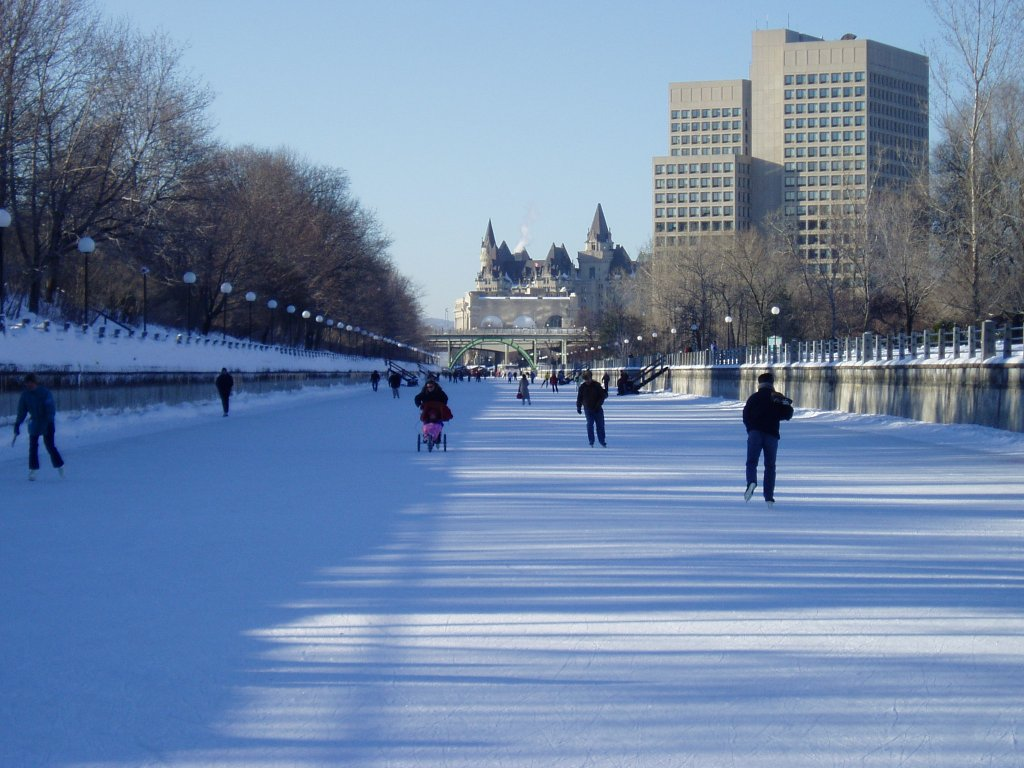
Canal Rideau usado para patinar.

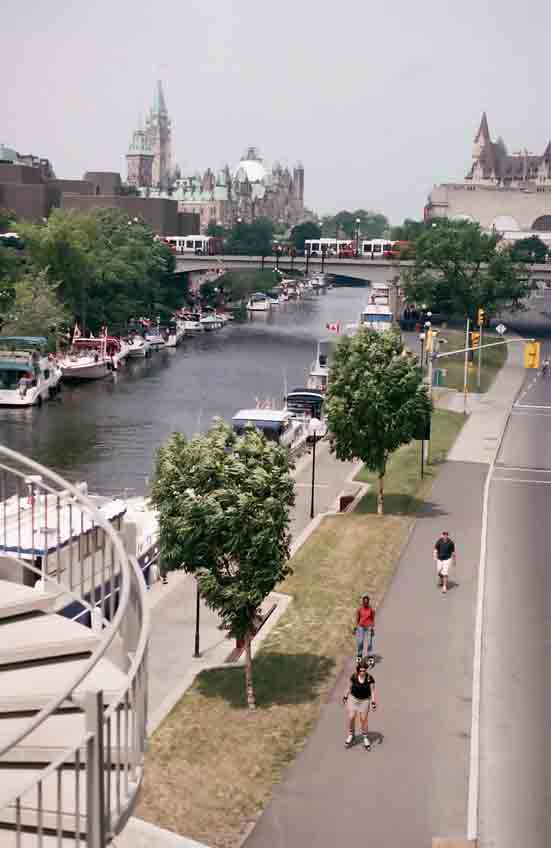
Canal Rideau en el verano.

El canal Rideau es un canal localizado en Ontario, Canadá. Divide la ciudad de Ottawa, la capital de Canadá. Es un punto turístico importante de la ciudad, con diversos senderos y paseos arbolados y parques en sus proximidades. El canal Rideau fue declarado Patrimonio de la Humanidad por la Unesco en 2007, que lo describe del siguiente modo:

Este monumental canal de principios del siglo XIX se extiende a lo largo de 202 kilómetros por los cursos de los ríos Rideau y Cataraqui, siguiendo una trayectoria sur, desde Ottawa hasta el puerto de Kingston, situado en el lago Ontario. Se construyó con fines principalmente militares y estratégicos, en una época en que la Gran Bretaña y los Estados Unidos de América se disputaban el control de la región. Fue uno de los primeros canales diseñados ex profeso para la navegación de barcos de vapor y posee un conjunto importante de fortificaciones. De todas las vías de agua de América de Norte creadas con el sistema ”slackwater“ es la mejor conservada y las más ilustrativa de la utilización a gran escala de esta técnica europea en la región. Asimismo, es el único canal del periodo de auge de estas obras de ingeniería en América del Norte –principios del siglo XIX– que no sólo sigue siendo operacional a lo largo de todo su recorrido primitivo, sino que además conserva intactas casi todas sus estructuras primigenias.
Descripción UNESCO

## Clima
En el verano (aproximadamente 17 °C en Ottawa) se vuelve navegable, pero al ser relativamente estrecho, el canal es usado principalmente para el turismo. Hay vigilancia para evitar el transporte de produtos ilegales. Es navegable entre mayo a septiembre, que es el período más caliente.
Durante el invierno, el canal permanece congelado hasta siete metros de profundidad, impidiendo la navegación de barcos. Con el hielo, el canal es utilizado como una inmensa pista de patinaje sobre hielo, la mayor del mundo. Es también usado para praticar hockey sobre hielo. El período de patinaje abarca de diciembre hasta el inicio de marzo, después de marzo el hielo comienza a derretirse gradualmente, disminuyendo el espesor del hielo, iniciando la temporada de navegación.

## El canal
El canal Rideau tiene una longitud de 200 km, y atraviesa las siguientes ciudades:
- Ottawa, Ontario.
- Smiths Falls, Ontario.
- Merrickville, Ontario.
- Westport, Ontario.
- Battersea, Ontario.
- Kingston, Ontario